# Ginástica artística nos Jogos Pan-Americanos de 2023 - Argolas
A final de argolas da ginástica artística nos Jogos Pan-Americanos de 2023 foi realizada no dia 24 de outubro, no Centro de Esportes Coletivos, em Santiago, no Chile.

## Resultados

### Qualificatória
| Pos. | Ginasta              | Nota D | Nota E | Pen. | Total  | Qual. |
| ---- | -------------------- | ------ | ------ | ---- | ------ | ----- |
| 1    | Donnell Whittenburg  | 6.000  | 8.433  |      | 14.433 | Q     |
| 2    | Daniel Villafañe     | 6.000  | 8.200  |      | 14.200 | Q     |
| 3    | Félix Dolci          | 5.400  | 8.400  |      | 13.800 | Q     |
| 3    | René Cournoyer       | 5.400  | 8.400  |      | 13.800 | Q     |
| 5    | William Émard        | 5.500  | 8.166  |      | 13.666 | –     |
| 6    | Kristopher Bohórquez | 5.600  | 8.066  |      | 13.666 | Q     |
| 7    | Colt Walker          | 5.400  | 8.233  |      | 13.633 | Q     |
| 8    | Cameron Bock         | 5.200  | 8.400  |      | 13.600 | –     |
| 9    | Alejandro de la Cruz | 5.500  | 8.100  |      | 13.600 | Q     |
| 10   | Fabián de Luna       | 5.600  | 7.833  |      | 13.433 | Q     |
| 11   | Joel Álvarez         | 4.900  | 8.266  |      | 13.166 | R1    |
| 12   | César López          | 4.700  | 8.400  |      | 13.100 | R2    |
| 13   | Diogo Soares         | 4.400  | 8.633  |      | 13.033 | R3    |

### Final
| Pos.              | Ginasta                  | Nota D | Nota E | Pen. | Total  |
| ----------------- | ------------------------ | ------ | ------ | ---- | ------ |
| Medalha de ouro   | USA Donnell Whittenburg  | 6.0    | 8.200  |      | 14.200 |
| Medalha de prata  | ARG Daniel Villafañe     | 6.0    | 8.133  |      | 14.133 |
| Medalha de bronze | CAN Félix Dolci          | 5.4    | 8.400  |      | 13.800 |
| 4                 | USA Colt Walker          | 5.4    | 8.266  |      | 13.666 |
| 5                 | COL Kristopher Bohórquez | 5.6    | 8.066  |      | 13.666 |
| 6                 | CAN René Cournoyer       | 5.4    | 8.233  |      | 13.633 |
| 7                 | CUB Alejandro de la Cruz | 5.9    | 7.433  |      | 13.333 |
| 8                 | MEX Fabián de Luna       | 5.6    | 7.666  |      | 13.266 |